# جون بلاكبيرن (لاعب كرة قدم)
جون بلاكبيرن (بالإنجليزية: John Blackburn)‏ هو مدرب كرة قدم ولاعب كرة قدم بريطاني (وحمل سابقاً جنسية المملكة المتحدة لبريطانيا العظمى وأيرلندا) في مركز جناح ‏، ولد في 30 أبريل 1851، وتوفي في 29 سبتمبر 1927. لعب مع Royal Engineers A.F.C. ‏.

## وصلات خارجية
- جون بلاكبيرن على موقع الاتحاد الإسكتلندي (الإنجليزية)
- جون بلاكبيرن على موقع قاعدة بيانات كرة القدم.إي يو (الإنجليزية)